# رافائل کوهن
رافائل کوهن (فرانسوی: Rafaëlle Cohen‎؛ زادهٔ پاریس) هنرپیشه اهل فرانسه است. از فیلم‌هایی که وی در آنها نقش داشته‌است می‌توان به دیو و دلبر و  برلین، دوستت دارم اشاره کرد.